# Allmänna konfederationen av fackföreningar
Allmänna konfederationen av fackföreningar (ryska: Всеобщая Конфедерация Профсоюзов, Vseyobschya Konfederatsya Profsoyuzov eller VKP) är en internationell facklig organisation baserad i Ryssland. Den grundades den 16 april 1992. Organisationens nuvarande ordförande är Vladimir Scherbakov.